# Copa América 2008 (calcio a 5)
La terza edizione della Copa América, nota anche come South American Futsal Championship 2008 (la nona complessiva gestita dalla CONMEBOL), è stata disputata dal 23 giugno al 28 giugno 2008 in Uruguay nelle città di Canelones e Mercedes. Essa viene considerata dalla CONMEBOL la quinta edizione della Coppa America per formazioni nazionali di calcio a 5, nonché la ventesima edizione del Campionato Sudamericano per formazioni nazionali di calcio a 5.
Le dieci nazionali presenti sono state divise in tre gironi di cui A e B da 3, C da 4, con la qualificazione delle prime classificate e della seconda del girone C, con le successive semifinali e finale per la designazione del campione sudamericano e delle qualificate al FIFA Futsal World Cup 2008 in programma in Brasile.

## Convocati
Argentina1 Javier Guisande, 2 Leandro Planas, 3 Sebastián Corazza, 4 Diego Giustozzi, 5 Carlos Sánchez, 6 Fernando Wilhelm, 7 Maximiliano Rescia, 8 Hernán Garcias, 9 Matías Lucuix, 10 Marcelo Giménez, 11 Esteban González, 12 Santiago Elías, 13 Lucas Maina, 14 Martín Amas, CT: Fernando Larrañaga
 Bolivia1 Edgardo Torrico, 2 William Ventura, 3 José Moraron, 4 Enrique Montoya, 5 Ramiro Mendoza, 6 Jonhy Arteaga, 7 Osmar García, 8 Diego Rojas, 9 Jesus Saavedra, 10 Marco García, 11 José Alison Barba, 12 Humberto Velasco, CT: Romeslaw Mackovic
 Brasile1 Rogério, 2 Tiago, 3 Franklin, 4 Ari, 5 Carlinhos, 6 Gabriel, 7 Vinícius, 8 Schumacher, 9 Betão, 10 Lenísio, 11 Marquinho, 12 Falcão, 13 Wilde, 14 Valdin, CT: Oliveira
 Cile1 Francisco Romero, 2 Jorge Smith, 3 Oscar Astete, 4 Daniel Pérez, 5 Felipe Cornejo, 6 Jorge Múñoz, 7 Raúl Leal, 8 Fabián Morales, 9 Adolfo Mella, 10 Eder Franchini, 11 Pablo Leal, 12 Gustavo Moreno, CT: Patricio Pizarro
 Colombia1 Carlos Santofimio, 2 Andrés Restrepo, 3 Jhon Duque, 4 Jasón Rodríguez, 5 Jhoan Vivarez, 6 Diego Abril, 7 Geovanny Escobar, 8 Juan Carlos Soto, 9 Giovanny Valencia, 10 Camilo Gómez, 11 Luis Armando Salcedo, 12 Felipe Echeverri, CT: Osmar Fonnegra
 Ecuador1 Christian García, 2 Henry García, 3 Juan Delgado, 4 Carlos Jaramillo, 5 Esteban Teran, 6 Pablo Pacheco, 7 Dagoberto Ordóñez, 8 Belfor Delgado, 9 Carlos Galarza, 10 Pedro García, 11 Francisco Oña, 12 Omar Flores, 13 Jorge Portocarrero, 14 Angel Castro, CT: Mauricio García
 Paraguay1 Carlos Brites, 2 Rodolfo Román, 3 Fabio Alcaraz, 4 Rodrigo Ayala, 5 Carlos Chilavert, 6 José Luis Santander, 7 Óscar Velázquez, 8 Óscar Jara, 9 Juan Salas, 10 Walter Villalba, 11 Marcos Benítez, 12 Carlos Espínola, 13 Horacio Osorio, 14 René Villalba, CT: Adolfo Ruiz-Díaz
Template:Perù calcio a 5 sudamericano 2008
Template:Venezuela calcio a 5 sudamericano 2008
 Uruguay1 Gianni Barros, 2 Fabián Hernández, 3 Santiago Blankleider, 4 Jorge Sena, 5 Gonzalo Rodríguez, 6 Daniel Laurino, 7 Walter Skurko, 8 Miguel Aguirrezabala, 9 Nicolás Moliterno, 10 Andrés D'Alessandro, 11 Martín Hernández, 12 Mauro Roibal, 13 Juan Pablo Montans, 14 Gabriel De Simone, CT: Daniel Darino

## Girone A
| Squadra   | Pti | G | V | N | P | GF | GS |
| --------- | --- | - | - | - | - | -- | -- |
| Argentina | 6   | 2 | 2 | 0 | 0 | 5  | 1  |
| Colombia  | 3   | 2 | 1 | 0 | 1 | 6  | 6  |
| Venezuela | 0   | 2 | 0 | 0 | 2 | 4  | 8  |

| Argentina | 2-1 | Colombia  |
| Colombia  | 5-4 | Venezuela |
| Argentina | 3-0 | Venezuela |

## Girone B
| Squadra  | Pti | G | V | N | P | GF | GS |
| -------- | --- | - | - | - | - | -- | -- |
| Paraguay | 6   | 2 | 2 | 0 | 0 | 12 | 1  |
| Perù     | 1   | 2 | 0 | 1 | 1 | 5  | 10 |
| Bolivia  | 1   | 2 | 0 | 1 | 1 | 4  | 10 |

| Bolivia  | 0-6 | Paraguay |
| Perù     | 4-4 | Bolivia  |
| Paraguay | 6-1 | Perù     |

## Girone C
| Squadra | Pti | G | V | N | P | GF | GS |
| ------- | --- | - | - | - | - | -- | -- |
| Brasile | 9   | 3 | 3 | 0 | 0 | 29 | 4  |
| Uruguay | 6   | 2 | 2 | 0 | 1 | 10 | 3  |
| Ecuador | 3   | 3 | 1 | 0 | 2 | 11 | 18 |
| Cile    | 0   | 3 | 0 | 0 | 3 | 5  | 30 |

| Uruguay | 6-2  | Cile    |
| Brasile | 11-1 | Ecuador |
| Uruguay | 4-2  | Ecuador |
| Brasile | 16-0 | Cile    |
| Uruguay | 1-8  | Brasile |
| Cile    | 3-8  | Ecuador |

## Gare di classificazione
| Canelones 26 giugno 2008 | Venezuela | 3 – 0 (P.t. 1-0) | Cile | 9º-10º posto |

| Canelones 26 giugno 2008 | Bolivia | 2 – 5 (P.t. 0-1) | Perù | 7º-8º posto |

| Canelones 26 giugno 2008 | Ecuador | 1 – 6 (P.t. 1-3) | Colombia | 5º-6º posto |

## Semifinali
| Arbitri: | Néstor Valiente Álvaro Sacarelo |

|                               |           |                                                                           |
| Rescia 3'02'’ Corazza 15'58'’ | Marcatori | 0'28'’ Gabriel 0'47'’ Schumacher 10'09'’, 11'07'’ Wilde 10'16'’ Marquinho |

| Arbitri: | Sergio Ghibaudi Fabian López |

|                                                   |           |                |
| Skurko 11’ Moliterno 34'’ F. Hernández 39’ (rig.) | Marcatori | 9’ R. Villalba |

## Finale 3º posto
| Arbitri: | Álvaro Sacarelo Franklin Loor |

|                                     |           |                           |
| Maina 18’ Lucuix 36’ C. Sánchez 38’ | Marcatori | 22’ Benítez 36’ Chilavert |

## Finale
| Arbitri: | Sergio Ghibaudi Fabian López |

|                                                                  |           |                                   |
| Marquinho 3’ Falcão 8’ Wilde 18’ Schumacher 20’, 31’ Lenísio 37’ | Marcatori | 19’ D'Alessandro 39’ F. Hernández |